# San Martín, Meta
San Martín là một khu tự quản thuộc tỉnh Meta, Colombia. Thủ phủ của khu tự quản San Martín đóng tại San Martín Khu tự quản San Martín có diện tích 6454 ki lô mét vuông. Đến thời điểm ngày 28 tháng 5 năm 2005, khu tự quản San Martín có dân số 16702 người.